# 羅傑斯克羅辛 (加利福尼亞州)
羅傑斯克羅辛（英語：Rodgers Crossing）是位於美國加利福尼亞州弗雷斯諾縣的一個非建制地區。該地的面積和人口皆未知。

## 地理
羅傑斯克羅辛的座標為36°51′43″N 119°07′15″W / 36.86194°N 119.12083°W，而該地的平均海拔高度為311米（即1020英尺）。